# Barbus venustus
Barbus venustus är en fiskart som beskrevs av Bailey, 1980. Barbus venustus ingår i släktet Barbus och familjen karpfiskar. IUCN kategoriserar arten globalt som otillräckligt studerad. Inga underarter finns listade.